# Ramski mučenici
Ramski mučenici je naziv kršćanske mučenike, šestero fratara iz samostana u Rami, koji su stradali za jednog turskog upada.
O događaju je bilo vrlo malo informacija. Podatke o događaju se nalazilo se stoljećima poslije, a i ti podatci proturječe jedni drugima, u smislu neslaganja nadnevaka.
Na grobovima koje se našlo 1856. kad se kopalo ostatke spaljenog dijela samostanskih zidina, došlo se do podataka koji sugeriraju da su fratri ubijeni 4. siječnja 1557.
S druge strane, nekrologij i martirologij franjevačkog reda iz Kraljeve Sutjeske iz 1759., datiraju rečeni događaj na 21. travnja 1557., odnosno, na 1532. na blagdan Svih svetih. Optuživalo se da su to počinile haramije.
Od njih šest, zna se imena njih petorice: fra Lavoslava iz Vrlike, fra Petra iz Rame, fra Luke iz Broćna, fra Luke iz Duvna i fra Marka iz Tihaljine.  Njihov spomendan slavi se 21. travnja.